# St. Georg (Eitting)

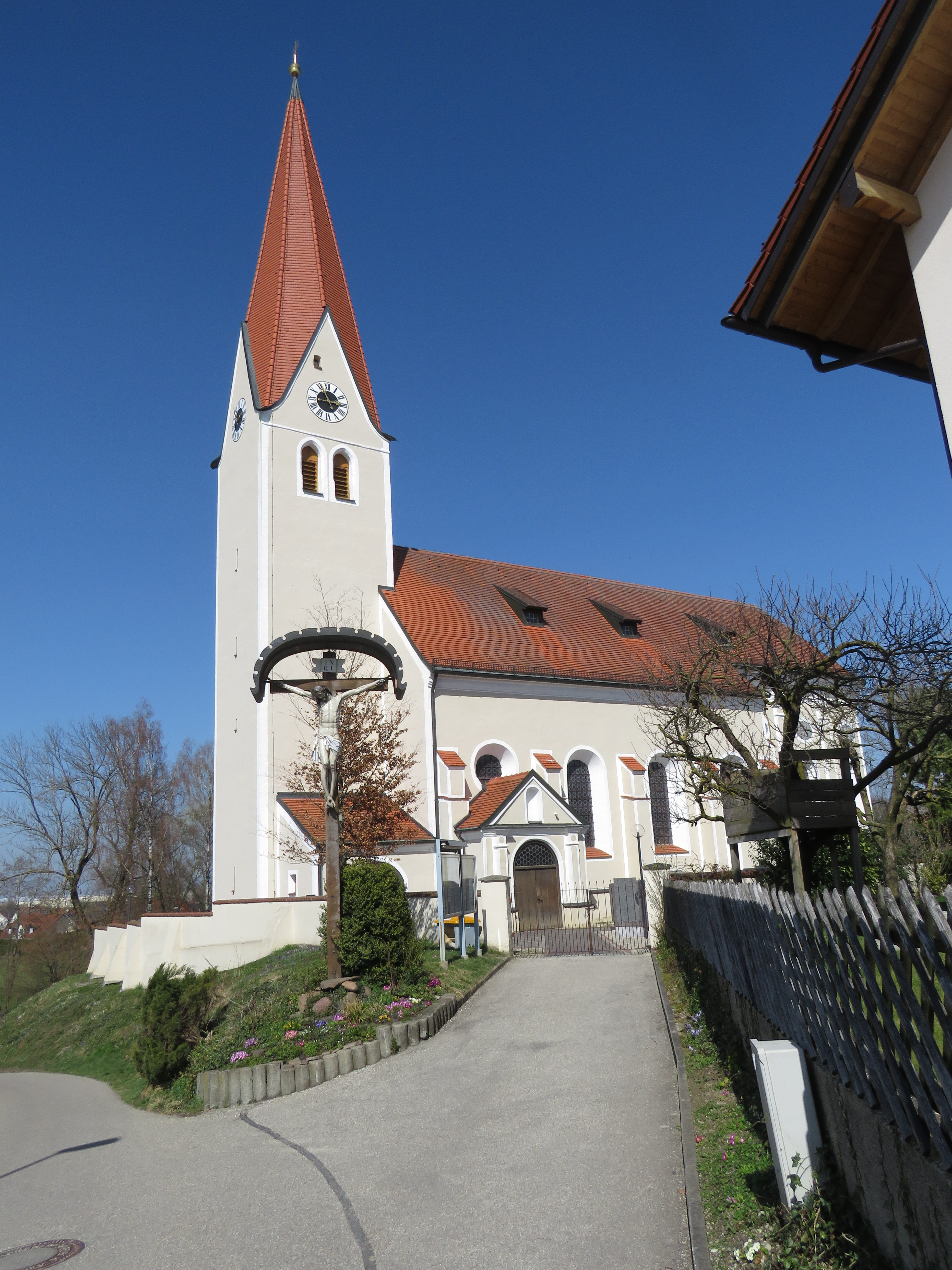
St. Georg in Eitting

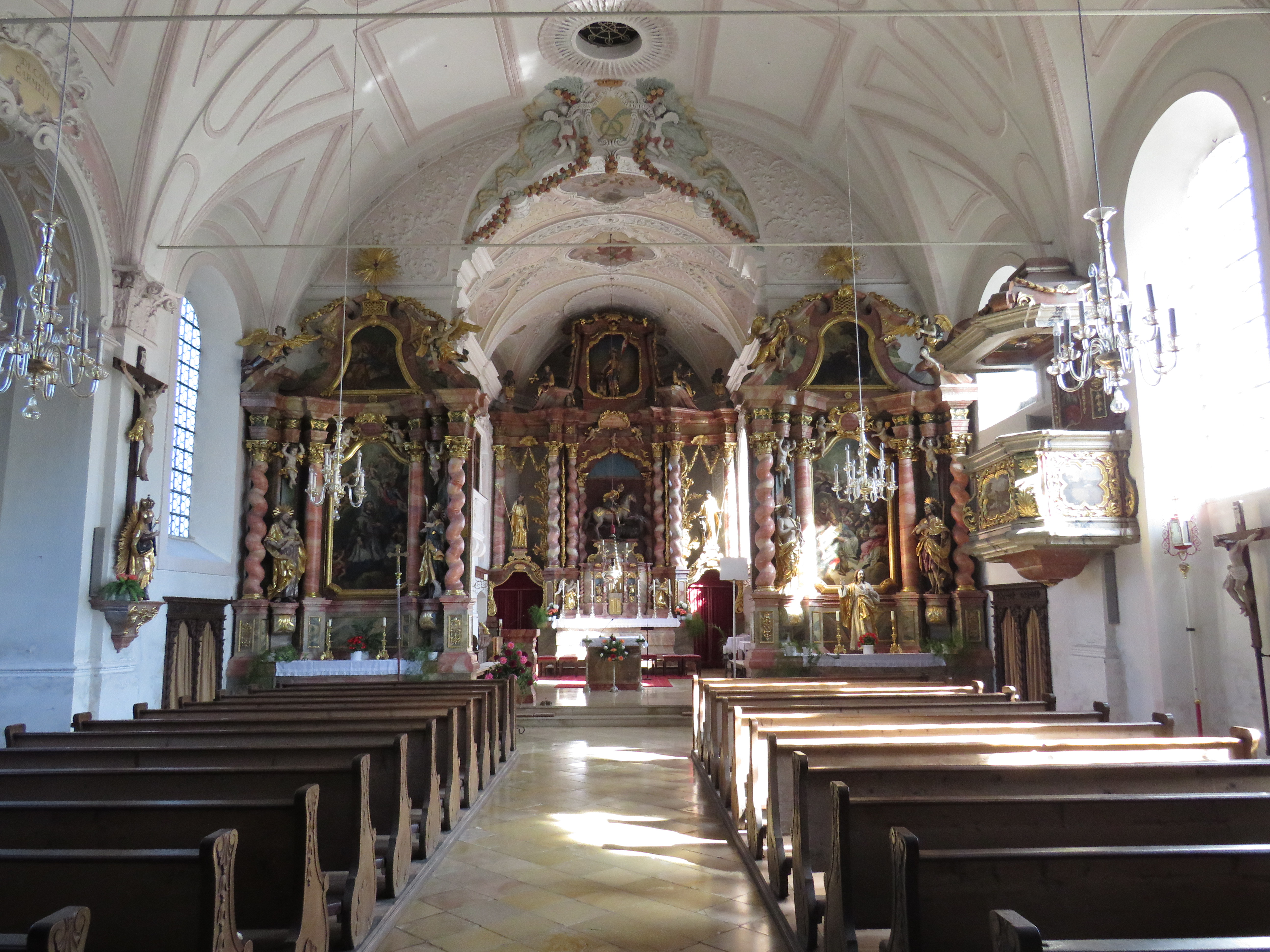
Innenraum

Die römisch-katholische Pfarrkirche St. Georg steht in Eitting, einer Gemeinde im oberbayerischen Landkreis Erding. Das Bauwerk ist in der Liste der Baudenkmäler in Eitting als Baudenkmal unter der Nr. D-1-77-116-1 eingetragen. Die Kirche gehört zum Dekanat Erding im Erzbistum München und Freising. Kirchenpatron ist der Hl. Georg.

## Beschreibung
Das von Strebepfeilern gestützte Langhaus der Saalkirche mit vier Jochen wurde um 1690 nach einem Entwurf von Hans Kogler unter Beibehaltung der gotischen Mauern erbaut. Der eingezogene, halbrund geschlossenen Chor mit drei Jochen im Osten wurde 1718 nach Plänen von Anton Kogler angefügt. An der Nordwand des Langhauses wurde eine dreiseitig geschlossene Kapelle angebaut. Der Fassadenturm im Westen auf quadratischem Grundriss wurde mit einem achteckigen Geschoss aufgestockt, das den Glockenstuhl beherbergt, und zwischen den Giebeln mit einem spitzen Helm bedeckt. An der Südwestecke des Langhauses befindet sich ein Vorzeichen für das Portal.
Der Innenraum des Langhauses ist mit einem Stichkappengewölbe überspannt. Den Stuck im Chor hat gegen 1720 Nikolaus Liechtenfurtner eingebracht. Zu den spätbarocken Altären gehört der Hochaltar mit einer Skulptur des heiligen Georg als Drachentöter, der von Leonhard von Limoges und des heiligen Ägidius flankiert wird.  Die Orgel mit 14 Register, verteilt auf zwei Manuale und Pedal wurde 1901 von Willibald Siemann gefertigt.